# جان هالندر
جان هالندر (انگلیسی: John Hollander؛ ۲۸ اکتبر ۱۹۲۹ – ۱۷ اوت ۲۰۱۳) شاعر، اهل ایالات متحده آمریکا بود.
وی برنده جایزه کمک هزینه گوگنهایم شده بود. هالندر استاد بازنشسته دانشگاه ییل بود.